# Parapalta semiviridis
Parapalta semiviridis là một loài bướm đêm trong họ Geometridae.